# Jolanta Kwaśniewska

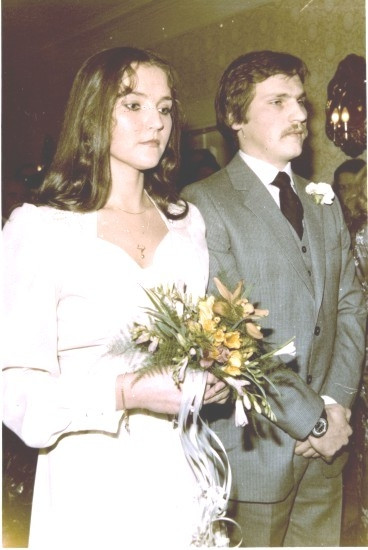
Kwaśniewska na swoim ślubie (1979)

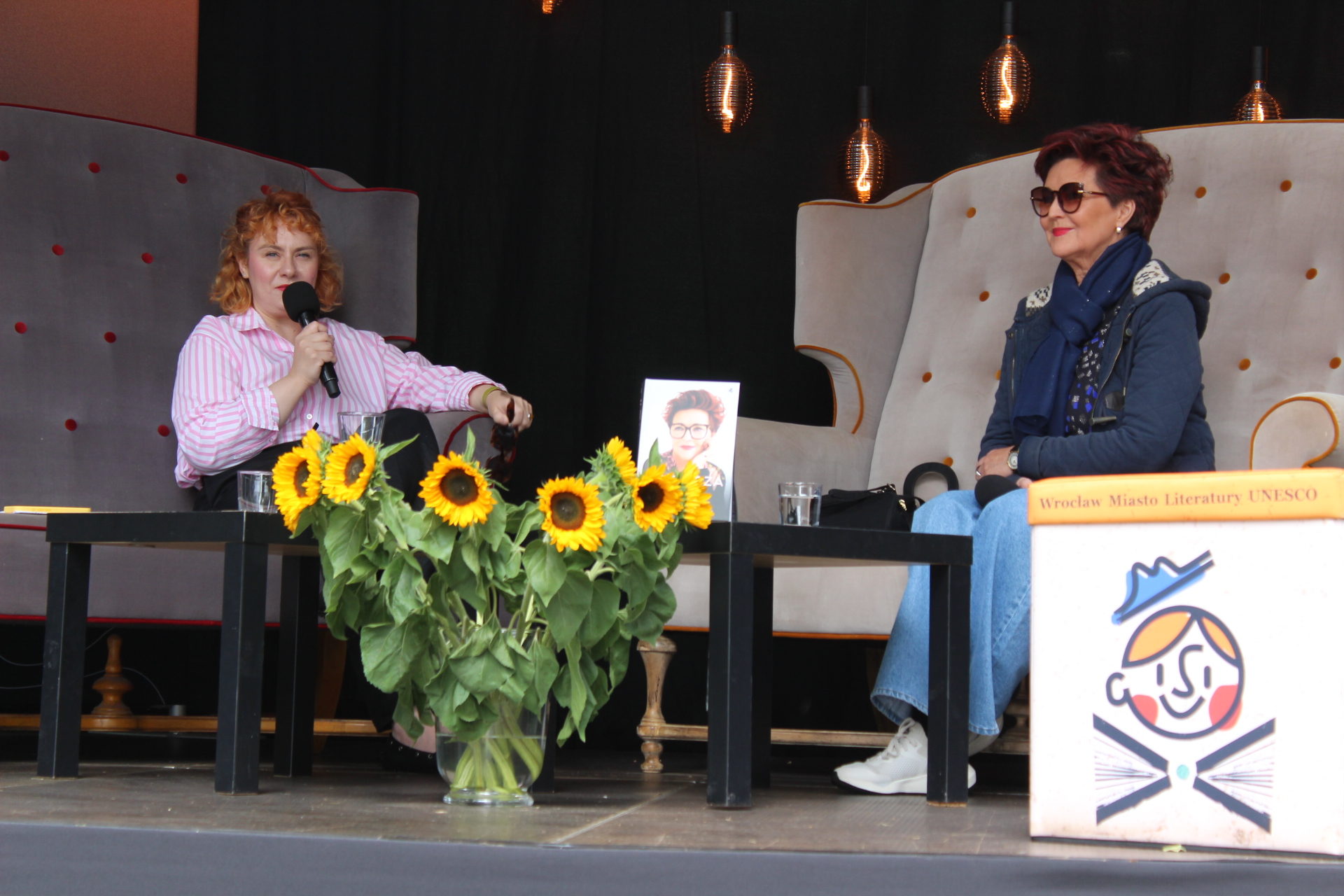
Emilia Padoł, Jolanta Kwaśniewska

Jolanta Maria Kwaśniewska z domu Konty (ur. 3 czerwca 1955 w Gdańsku) – polska prawniczka, działaczka społeczna, prezenterka telewizyjna oraz prezes zarządu fundacji Porozumienie bez barier (od 1997). Pierwsza dama Rzeczypospolitej Polskiej w latach 1995–2005 jako żona prezydenta Rzeczypospolitej Polskiej Aleksandra Kwaśniewskiego.

## Rodzina i edukacja
Urodziła się w Gdańsku. Jest drugą z trzech córek Anny z domu Laskowskiej (1926–1990) i Juliana Kontych (1928–2007)). Matka była księgową i pracowała w Kaszubskiej Brygadzie Wojsk Ochrony Pogranicza, a ojciec – pułkownikiem i szefem łączności KB WOP, który w trakcie II wojny światowej służył w 2. Armii Wojska Polskiego. Rodzina ze strony ojca przybyła do Polski z Włoch. Jej dziadek ze strony ojca, Grzegorz Konty, pochodził spod Żółkwi, służył w armii austro-węgierskiej i podczas I wojny światowej trafił do rosyjskiej niewoli, a babka, Maria z domu Szczyglewska, mieszkała w osadzie Borszczówka w województwie wołyńskim na Kresach. Ma dwie siostry, starszą o dwa lata Wandę i młodszą o dwa lata Alicję. W dzieciństwie uczęszczała na zajęcia baletowe u Bronisława Aubrechta-Prądzyńskiego, uczyła się także tańców ludowych, poza tym śpiewała w chórze prowadzonym przez Antoniego Bernolaka i należała do harcerstwa.
Jest absolwentką IX LO w Gdańsku. W okresie liceum udzielała się w kabarecie Syfon oraz trenowała siatkówkę i koszykówkę w klubie sportowym „Spójnia”. W 1979 ukończyła studia na Wydziale Prawa i Administracji Uniwersytetu Gdańskiego, broniąc pracę dyplomową pt. Państwo jako organizacja polityczna społeczeństwa globalnego. Podczas studiów pracowała w spółdzielni Politechniki Gdańskiej „Techno Service”, działającej pod patronatem Zrzeszenia Studentów Polskich, a także w Ochotniczych Hufcach Pracy. Poza tym była szefową rady wydziałowej Socjalistycznego Związku Studentów Polskich. Współtworzyła studencki klub Paragraf, w którym organizowała występy kabaretowe i została współautorką wydziałowego hymnu. Należała także do akademickiego klubu jeździeckiego. Wbrew często powtarzanym w mediach informacjom, po studiach nie ubiegała się o aplikację sędziowską.
23 listopada 1979 w Urzędzie Stanu Cywilnego w Gdańsku wyszła – po dwóch latach związku – za Aleksandra Kwaśniewskiego, z którym ma córkę, Aleksandrę (ur. 16 lutego 1981).

## Praca zawodowa
W styczniu 1980 zamieszkała w Warszawie. Ubiegała się o pracę w Ministerstwie Sprawiedliwości, ale zrezygnowała z propozycji objęcia tam stanowiska ze względu na ciążę. Znalazła zatrudnienie w zrzeszeniu studenckich spółdzielni pracy, w którym pracowała do lutego 1981. W latach 1984–1990 pracowała w szwedzko-polskiej firmie polonijnej PAAT produkującej eurowkręty dla sieci sklepów IKEA i sztuczną biżuterię, najpierw na stanowisku sekretarki, a następnie – dyrektora ds. handlowych. W 1991 razem z Renatą Nawrocką założyła agencję nieruchomości Royal Wilanów, której kierowanie zawiesiła na czas prezydentury męża – na ten okres oddała firmę w zarząd powierniczy.

## Działalność publiczna
Od 23 grudnia 1995 do 23 grudnia 2005 jako żona Prezydenta RP Aleksandra Kwaśniewskiego nosiła nieformalny tytuł pierwszej damy RP. W maju 2020 w sondażu przeprowadzonym przez Instytut Badań Rynkowych i Społecznych (IBRiS) została uznana za „najlepszą pierwszą damę”, uzyskując 48,1% wskazań.
W 2003 w prasie pojawiły się pierwsze spekulacje, że Kwaśniewska zamierza kandydować w wyborach prezydenckich w 2005. Kwaśniewska przez wiele miesięcy nie dementowała tych pogłosek, a podczas spotkania w Klubie pod Jaszczurami w Krakowie stwierdziła: Jeśli decyzję o kandydowaniu podejmę, o jednym mogę zapewnić: będę jednym z najlepiej przygotowanych kandydatów, prowadząc przy tym rodzaj sondażowej minikampanii przedwyborczej. KSondaż opinii publicznej OBOP dla „Polityka” z września 2003 wskazywał poparcie dla jej kandydatury na poziomie 34%, a w listopadzie tego samego roku – 53%. Kwaśniewska pod koniec 2004 oświadczyła, że nie będzie kandydowała na prezydenta, za to 28 czerwca 2005 została szefową komitetu wyborczego kandydata na prezydenta Włodzimierza Cimoszewicza.

## Działalność społeczna

### Fundacja „Porozumienie bez Barier”
W październiku 1996 powołała Fundację „Porozumienie bez barier”, której głównym celem jest wyrównywanie szans osób z niepełnosprawnościami. W ramach fundacji patronowała bądź współogranizowała akcje i projekty: One muszą żyć (pomoc dzieciom z chorobami nowotworowymi; 1997–2005), Motylkowe Szpitale (dekorowanie oddziałów dziecięcych; 1997–2008), Zawsze spieszyć z pomocą (wsparcie dla powodzian; 1997), Otwórzmy dzieciom świat (wyjazdy wakacyjne dla dzieci z ubogich rodzin; 1998–2009), Możesz zdążyć przed rakiem (profilaktyka raka piersi; 1998), Tęczowy Most/Szkoła Tolerancji (nauka tolerancji wśród młodzieży ze zwaśnionych krajów poprzez wspólne wyjazdy wakacyjne; 1999–2004), Płyniemy ku Europie (uświadamianie plusów dołączenia do Unii Europejskiej), Być kobietą (profilaktyka prozdrowotna dla kobiet; 2000), Co każdy duży chłopiec wiedzieć powinien (profilaktyka prozdrowotna dla mężczyzn; 2001), Zawsze zdrowa i aktywna (problemy wieku pomenopauzalnego; 2001), Słodkiego nowego życia (program edukacyjny dotyczący diabetologii; 2003), Nie łam się, jest OK (profilaktyka osteoporozy; 2003), Miej serce, dbaj o serce (profilaktyka chorób układu krążenia; 2003), Odnawiamy nadzieję (remont Centrum Zdrowia Dziecka; 2003–2005) i  Oswajanie starości (pomoc seniorom; od 2013). Współtworzyła akcję Lekarz przyjacielem kobiety (profilaktyka prozdrowotna), zorganizowała – przeprowadzoną we wrześniu 1999 w Warszawie – konferencję O uśmiech dziecka w nowym tysiącleciu (we wrześniu 1999) z udziałem m.in. czterech królowych i 12 pań prezydentowych oraz współtworzyła młodzieżowy Klub Szkół Tolerancji. Za osiągnięcia fundacji otrzymała w 1998 statuetkę Złotego Wawrzyna dla kobiety roku w plebiscycie czytelników czasopisma „Twój Styl”. W latach 2010–2020 razem z Fundacją Centrum Praw Kobiet organizowała konkurs Białej Wstążki wyróżniający mężczyzn, którzy sprzeciwiają się przemocy wobec kobiet.
Wokół fundacji narosły dwuznaczności finansowe. Kwaśniewska przy zakładaniu fundacji i zbieraniu pierwszych środków wykorzystała wpływy polityczne męża, wysyłając m.in. do wszystkich wojewodów w Polsce pismo polecające sporządzenie przez te urzędy listy potencjalnych darczyńców.

#### Sejmowa Komisja Śledcza
Lista darczyńców fundacji objęta jest tajemnicą, a Kwaśniewska odmówiła jej ujawnienia na prośbę członków sejmowej komisji śledczej ds. PKN Orlen, co tłumaczyła opiniami prawnymi, według których nie było ku temu żadnych podstaw prawnych. Z raportów spółek giełdowych wiadomo, że darczyńcami tej fundacji były m.in. PKN Orlen, Kulczyk Holding, Fundacja Warta, PTK Centertel, Grupa Żywiec, Winthertur, Fundacja Banku Zachodniego WBK, Bartimpex i L’Oréal Poland. W 2001 fundacja zgromadziła łącznie 4,5 mln zł darowizn.
Kwaśniewska w związku z działalnością fundacji była przesłuchiwana jako świadek przez prokuraturę w śledztwie dotyczącym ewentualnych fałszywych zeznań Aleksandra Żagla i Andrzeja Kuny przed sejmową komisją śledczą ds. PKN Orlen. 25 czerwca 2005 została przesłuchana przez Komisję Sejmową ds. PKN Orlen. Sejmowa Komisja Śledcza w swoim końcowym stanowisku z 19 września 2005 nie stwierdziła nieprawidłowości w funkcjonowaniu fundacji.

### Inne organizacje społeczne

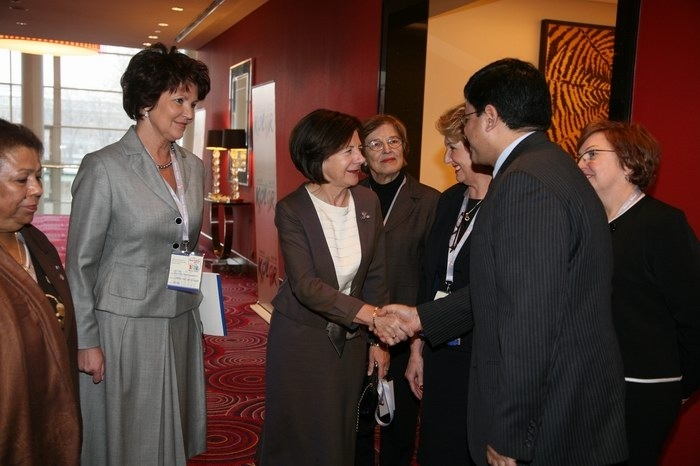
Kwaśniewska i Maria Kaczyńska na Forum Pierwszych Dam w ramach Światowego Szczytu Rodziny +3 w Warszawie (2007)

W latach 1999–2014 prowadziła z mężem Fundusz Pomocy Młodym Talentom, którego zadaniem było wspieranie pomocą finansową i rzeczową utalentowanej polskiej młodzieży. W 2009 razem z Henryką Bochniarz i Magdaleną Środą założyła Kongres Kobiet, z pracy w którym zrezygnowała w lutym 2013.
21 kwietnia 1998 uczestniczyła w Nowym Jorku w spotkaniu Komitetu Mędrców (fr. Comité des Sages), zespołu doradczego ONZ powołanego ds. zapobiegania narkomanii.
Jest członkinią Rady Honorowej International Centre for Missing and Exploited Children i Rady Suzanne Mubarak Women’s International Peace Movement oraz członkinią The Women Leaders’ Council powstałej podczas Wiedeńskiego Forum do Walki z Handlem Ludźmi (13–15 lutego 2008). Była honorową członkinią Stowarzyszenia Różowej Wstążki.
W maju 1996 objęła honorowym patronatem Radę Fundacji Dorośli Dzieciom. Patronowała Olimpiadom Specjalnym i Reprezentacji Artystów Polskich w piłce nożnej. Była honorowym patronem 11. Olimpiady Szachowej Niewidomych w Zakopanem w 2000, 2. Kongresu Organizacji Pacjentów z Chorobami Nowotworowymi odbywającego się 26 i 27 listopada 2005 i wystawy Z dziejów Polek w Muzeum Teatralnym przy Teatrze Wielkim w Warszawie. Jest patronką polskiego oddziału Vital Voices Chapter, organizacji zachęcającej kobiety do działania. Była ambasadorką akcji „Jestem Europejką” przed referendum zorganizowanym w sprawie dołączenia Polski do Unii Europejskiej.
W kwietniu 2000 zarejestrowała się w banku dawców szpiku kostnego.

## Działalność medialna
Latem 2002 współpracowała z RMF FM jako lektorka streszczeń książki Harry Potter i kamień filozoficzny. Wiosną 2006 była ekspertką w programie TVN Style pt. Lekcja stylu, a jesienią została prowadzącą tegoż programu; przez cztery lata zrealizowała 10 sezonów Lekcji stylu. Na podstawie tego programu powstały książkowe poradniki: Lekcja stylu (2009), Lekcja stylu dla mężczyzn (2010) i Lekcja stylu dla par (2011). Od jesieni 2011 do wiosny 2012 z córką Aleksandrą prowadziła program TVN Style Matki i córki, czyli rodzinny galimatias. W 2015 prowadziła cykl Oswajanie starości emitowany w programie porannym Pytanie na śniadanie w TVP2.

## Odznaczenia
- Order Uśmiechu – 1998
- Medal im. dr. Henryka Jordana[potrzebny przypis]
- Czerwona Kokardka – 1999[71]
- Wielka Wstęga Orderu Leopolda – 1999, Belgia
- Krzyż Wielki Orderu Krzyża Ziemi Maryjnej – 2002, Estonia[72]
- Krzyż Wielki Orderu Izabeli Katolickiej – 2001, Hiszpania
- Wielka Wstęga Orderu Skarbu Korony – 2002, Japonia
- Honorary Companion of Honour Narodowego Orderu Zasługi – 2002, Malta[73]
- Krzyż Wielki Orderu Zasługi – 2002, Niemcy
- Krzyż Wielki Orderu Zasługi – 2003, Norwegia[74]
- Krzyż Wielki Orderu Zasługi – 2004, Portugalia[75]
- Krzyż Prezydenta Republiki Słowackiej I Klasy – 2002, Słowacja[76]

## Nagrody i wyróżnienia
- Nagroda główna im. św. Brata Alberta – Adama Chmielowskiego – 1997
- Tytuł Kobiety Roku – 1998
- Tytuł Warszawianki Roku – 1998
- Superwiktor za 2001 rok
- Medal „Zasłużony dla Tolerancji” Fundacji Ekumenicznej Tolerancja – 2004 (w imieniu swojej fundacji)
- Medal „Serce Ziemi” – 2018[77]

### Pozostałe
6 maja 2012 imieniem i nazwiskiem prezydentowej Jolanty Kwaśniewskiej nazwano nową odmianę uprawną tulipana, wyhodowaną przez Gospodarstwo Grażyny i Bogdana Królików w Chrzypsku Wielkim. Jest w kolorze jasnego różu, symbolu walki z rakiem piersi i ma charakterystyczną ciemną łodygę. Odmiana tulipana została zarejestrowana w Królewskiej Księdze Rejestru Nowych Odmian w Holandii.